# Arrest Tanja Kreil
Het arrest Tanja Kreil oftewel Kreil/Duitsland van 11 januari 2000 (zaak C-285/98) is een uitspraak van het Europees Hof van Justitie inzake het beginsel van gelijke behandeling van mannen en vrouwen op de arbeidsmarkt.

## Casus en procesgang
Krachtens Duitse wetgeving konden vrouwen (tot 2001) geen functies vervullen in de gewapende dienst van de Bundeswehr en konden zij enkel worden aangesteld bij de geneeskundige dienst en de militaire muziekkorpsen. Na een elektronica-opleiding solliciteerde Tanja Kreil (1977) naar een aanstelling bij de Duitse Bundeswehr.

7 Kreil, die een opleiding elektronica heeft gevolgd, solliciteerde in 1996 naar een functie als niet-dienstplichtige bij de Bundeswehr, met als aangegeven voorkeur de onderhoudsdienst (wapenelektronica). Haar verzoek werd door het recruteringscentrum [sic] en vervolgens door de centrale personeelsdienst van de Bundeswehr afgewezen op grond dat de wet vrouwen uitsluit van de gewapende dienst.

8 Zij stelde daarop beroep in bij het Verwaltungsgericht Hannover, waarbij zij met name aanvoerde, dat de afwijzing van haar sollicitatie uitsluitend om redenen van geslacht, in strijd was met het gemeenschapsrecht.

## Rechtsvraag
Dit geschil is als prejudiciële vraag voorgelegd aan het Europees Hof van Justitie, waarna de vraag is geherformuleerd:

10 Met deze vraag wenst de verwijzende rechter in wezen te vernemen, of de richtlijn in de weg staat aan de toepassing van nationale bepalingen als de Duitse, die vrouwen uitsluiten van gewapende dienst in de krijgsmacht en hen enkel toegang verlenen tot de geneeskundige dienst en de militaire muziekkorpsen.

Dit betreft:

Richtlijn 76/207/EEG van de Raad van 9 februari 1976 betreffende de tenuitvoerlegging van het beginsel van gelijke behandeling van mannen en vrouwen ten aanzien van de toegang tot het arbeidsproces, de beroepsopleiding en de promotiekansen en ten aanzien van de arbeidsvoorwaarden

## Uitspraak Hof
Het Hof ging niet akkoord met zo'n algemeen geformuleerde uitsluiting van vrouwen voor functies in de krijgsmacht.

18 (...) Volgens vaste rechtspraak heeft dit beginsel [van gelijke behandeling van mannen en vrouwen] een algemene strekking en geldt de richtlijn ook voor publiekrechtelijke dienstverhoudingen.

19 De richtlijn is derhalve van toepassing op een situatie als in het hoofdgeding aan de orde is.

28 Het karakter van de krijgsmacht in aanmerking genomen, is het enkele feit dat het daarbij dienende personeel kan worden genoodzaakt wapens te gebruiken, niet voldoende om de uitsluiting van vrouwen van de toegang tot functies in het leger te rechtvaardigen.

29 Zelfs rekening houdend met de beoordelingsmarge waarover de nationale autoriteiten beschikken ten aanzien van de mogelijkheid om de omstreden uitsluiting te handhaven, konden zij zich derhalve niet zonder schending van het evenredigheidsbeginsel op het algemene standpunt stellen, dat alle gewapende onderdelen van de Bundeswehr uitsluitend uit mannen samengesteld moesten blijven.

Het Hof komt tot de conclusie:

32 (...), dat de richtlijn in de weg staat aan de toepassing van nationale bepalingen als die van de Duitse wetgeving, die in algemene zin vrouwen uitsluiten van functies in de gewapende dienst van de krijgsmacht en hen enkel toegang verlenen tot de geneeskundige dienst en de militaire muziekkorpsen.

## Betekenis
Dit arrest hangt samen met het arrest Sirdar dat 2½ maand eerder is gewezen. Het arrest Sirdar geeft een algemene regel, terwijl de hele zaak draait om een uitzondering die wordt toegestaan. In het arrest Tanja Kreil is de algemene regel wél van toepassing.

## Vervolg
Na dit arrest werd de Duitse wetgeving aangepast en in 2001 kregen de eerste vrouwen een aanstelling in de gewapende dienst van de Duitse krijgsmacht. Tanja Kreil heeft echter nooit in het leger gediend.